# Monastère du Saint-Esprit (Agrigente)
 (septembre 2020).
Si vous disposez d'ouvrages ou d'articles de référence ou si vous connaissez des sites web de qualité traitant du thème abordé ici, merci de compléter l'article en donnant les références utiles à sa vérifiabilité et en les liant à la section « Notes et références ».
Le monastero di Santo Spirito d'Agrigente comprend une église et un couvent contigu, qui datent tous deux du XIIIe siècle. La façade de l'église a conservé son portail gothique surmonté d'une rosace.
L'intérieur de l'église-abbatiale, de style baroque, est à nef unique. Les murs portent quatre hauts-reliefs attribués à Giacomo Serpotta (1652-1732) : Nativité et Adoration des mages (à droite), Fuite en Égypte et Présentation de Jésus au Temple (à gauche). 
On accède au cloître par une porte située à droite de la façade, après être passé sous les deux imposants contreforts de l'église. 
L'entrée de la salle capitulaire du monastère présente un portail en arc brisé et deux fenêtres géminées de style arabo-normand. Dans le monastère, un petit musée expose divers outils de la vie rurale.